# Catastrophe du vélodrome du jardin botanique de Berlin

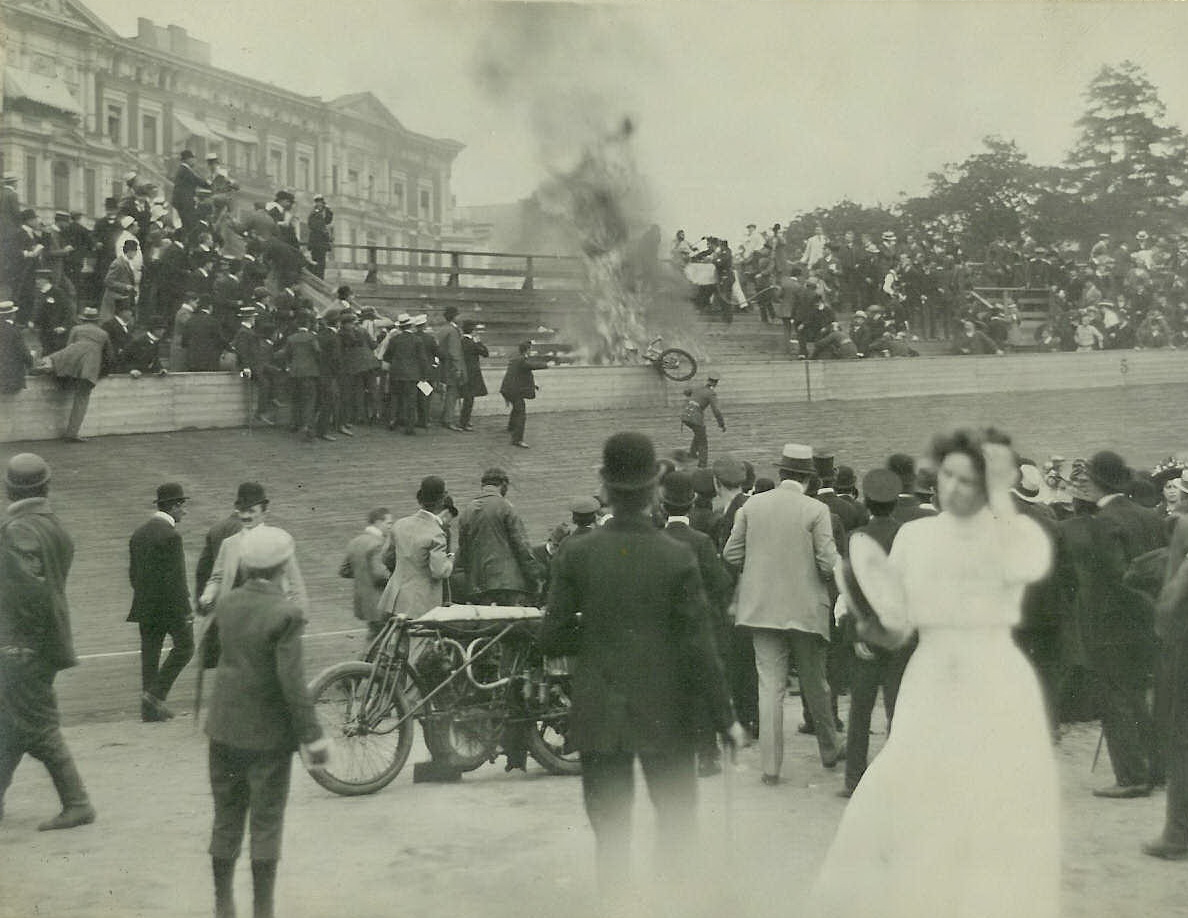
Archive Fredy Budzinski
Zentralbibliothek der Deutschen Sporthochschule, Cologne

La catastrophe du vélodrome du jardin botanique de Berlin également connue sous le nom de « Dimanche noir » en Allemagne, est un accident survenu au vélodrome du jardin botanique « Botanischer Garten » à Berlin-Schöneberg, le 18 juillet 1909. Lors d'une course de demi-fond, la moto d'un entraineur s'est écrasée dans les tribunes et son réservoir a explosé,. Dix personnes ont été tuées et plus de 40 blessées. Aucun autre accident de cyclisme en Allemagne n’a fait autant de victimes.

## Inauguration du vélodrome

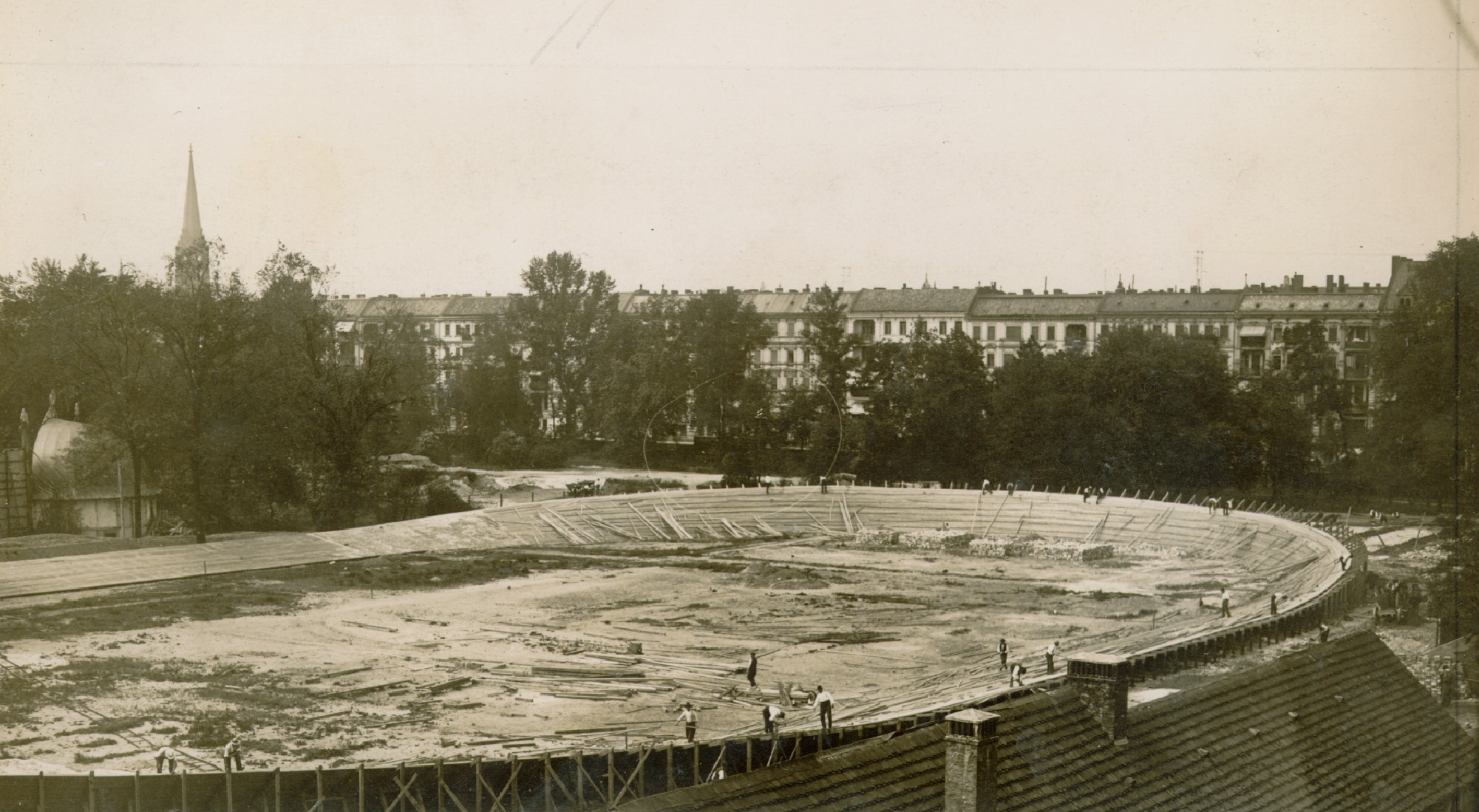
Construction du vélodrome

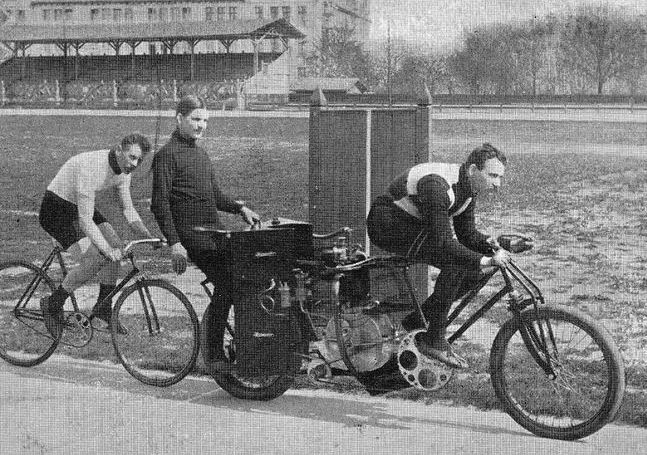
Tandem motorisé

Le jardin botanique de la Potsdamer Straße de Berlin déménage vers son nouvel emplacement à Dahlem. On construit à la place un vélodrome dont les travaux ne sont achevés que quelques jours avant l'inauguration. 
Le 18 juillet 1909, le vélodrome situé dans le parc sportif de l'ancien jardin botanique « Alter Botanischer Garten »  est inauguré solennellement par une journée de compétitions. La piste de 333,333 mètres de long est la seule piste en bois à ciel ouvert, de l'Empire allemand, et elle a la réputation d'être particulièrement rapide.  Le constructeur et directeur du vélodrome est l'ancien coureur Adolf Elsner. À cette époque, le cyclisme est en plein essor. Rien que dans la région de Berlin, on compte 14 pistes en plein air et, quatre mois plus tôt, la première course de six jours de Berlin, la première en Europe avec des équipes de deux hommes, a eu lieu dans la Wilhelmshallen (de), salle d'exposition du zoo de Berlin (Zoologischen Garten).
La piste de « l'Alter Botanischer Garten » est principalement destinée aux courses de demi-fond , très populaires à l'époque : les stayers roulent derrière des motos ; Grâce à l'aspiration, des vitesses allant jusqu'à 100 km/h peuvent être atteintes. De nombreux entraineurs qui conduisent les motos utilisent ce qui est alors communément appelé des « tandems de tête », c'est-à-dire des motos à deux places. L'autorisation d'ouvrir le vélodrome est accordée malgré les protestations des voisins, dans une lettre du 1er juin 1909, en raison des nuisances sonores et olfactives associées. Le médecin du district responsable, à qui cette objection est soumise, rejette les objections en déclarant que l'exploitation du vélodrome ne provoquerait pas plus de bruit que le bruit habituel de la rue dans une grande ville.  Selon le journal Rad-Welt (de) : « Les nuisances redoutées pour les rues environnantes en raison du bruit des moteurs ne se sont pas produites […], car l’énorme volume de circulation des voitures et des routes a presque couvert le bruit des moteurs […]. ». 
L’inauguration a lieu le 18 juillet 1909 par une chaude journée d’été. Malgré le prix d’entrée élevé – deux marks-or – la course est suivie par un public très nombreux. Environ 6 200 spectateurs pouvaient prendre place dans les tribunes, ce qui est relativement peu pour l'époque. L'odeur du goudron frais persiste, car les planches de bois de la sous-structure des poutres et les lattes de la piste ont été scellées au carbolineum peu avant l'ouverture.

## L'accident

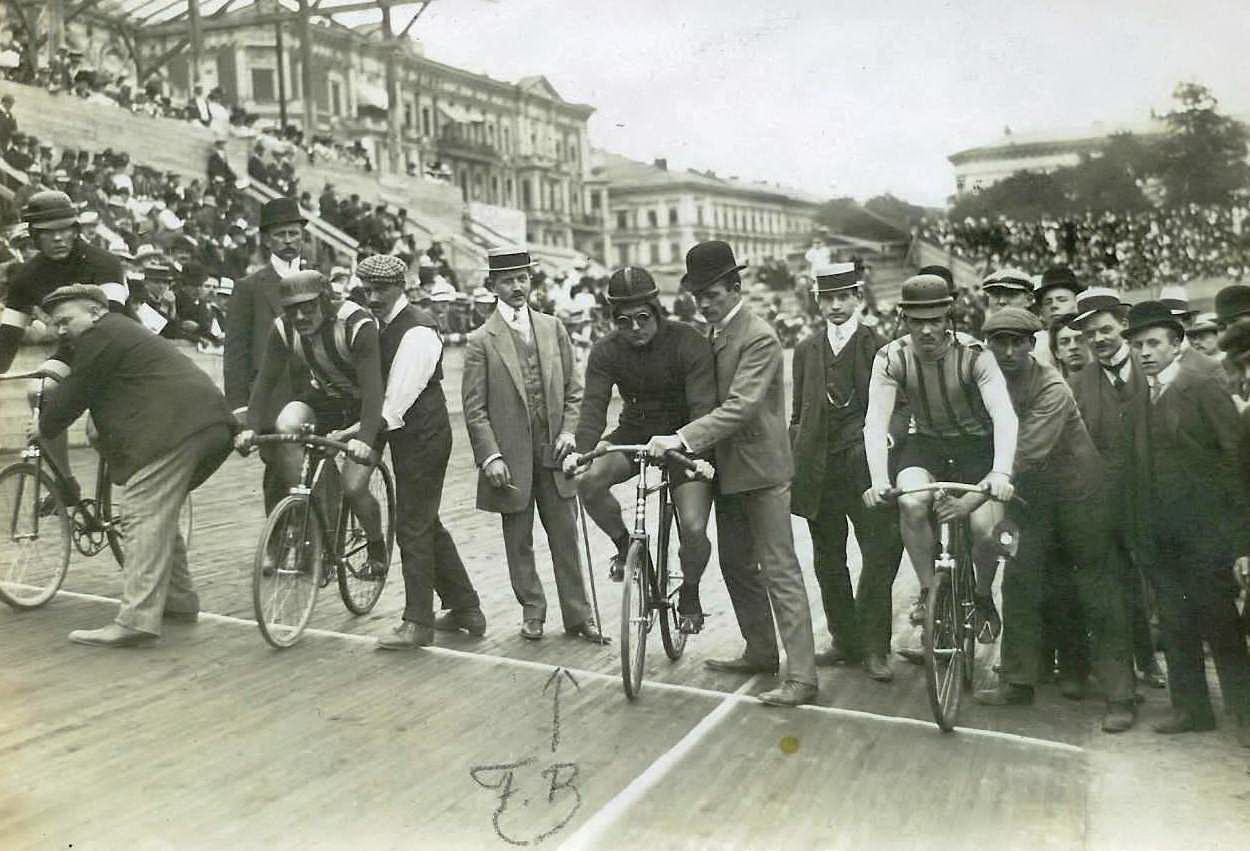
Départ de la course

Peu avant cinq heures de l'après-midi, le départ est donné pour la compétition la plus importante de la journée, la course de demi-fond d'une heure. Des stars de la scène cycliste internationale y prennent part, comme le néerlandais John Stol, 2e des premiers six jours de Berlin; le français Henri Contenet et le suisse Fritz Ryser, ainsi que le héros local, le champion d'Europe de 24 ans, Arthur Stellbrink . Deux coureurs prennent le départ de la course en portant des lunettes de protection. Interrogés à ce sujet, ils ont répondu que la piste, imbibée de carbolineum, n'était pas encore complètement sèche et que la roue arrière de la machine de tête avait projeté des gouttes vers l'arrière pendant l'entraînement. 
Les spectateurs sont particulièrement nombreux dans le virage nord donnant sur la Potsdamer Straße, d'où ils ont  la meilleure vue. Le départ est donné. Après environ 20 kilomètres, Contenet mène devant Stellbrink.  Werner Krüger (de), qui entraîne Stol, perd le contrôle de sa moto lors d'une manœuvre de dépassement. On a ensuite soupçonné que le pneu arrière avait éclaté en raison de l'abrasion sur la surface de la piste encore humide. Krüger glisse sur la piste en pente et tombe. Emil Borchardt, l'entraineur de Ryser tente d'éviter le choc, mais sa moto vole par-dessus la barrière dans la foule du virage nord, le réservoir d'essence éclate et l'essence qui s'est échappée prend feu,, projetant au loin des éclats en fauchant le public. L'essence incendie la tribune qui est rapidement entourée de flammes. Un jet de flammes s'élève à plusieurs mètres de haut dans le ciel depuis la tribune nord. La foule, affolée se précipite sur la piste pour se réfugier à l'intérieur. Mais, à ce moment précis, Contenet et Stellbrink arrivent à toute allure, sans pouvoir éviter la masse compacte du public, dans lequel leurs moteurs font de nombreux blessés. 
Dans le Sport-Album der Radwelt, l'incident est décrit ainsi : « […] Borchardt, le pilote du tandem Ryser, a dû virer brusquement vers le haut pour éviter une chute. Mais à grande vitesse, il n'a pas pu contrôler sa machine. Elle a continué en position horizontale sur une dizaine de mètres le long de la balustrade, puis a volé en arc de cercle jusqu'au milieu des spectateurs. ». «  Au bord du virage, un véhicule à moteur est en feu, des motos et des coureurs se précipitent les uns sur les autres, certains d'entre eux volent comme des boulets de canon sur la zone de sable à l'intérieur. Les motos et les vélos dévalent la piste, les spectateurs pâles et excités sautent de leurs sièges, un moment de consternation impuissante règne parmi les milliers de spectateurs  », a rapporté plus tard un témoin oculaire au Berliner Tageblatt . L’incendie se propage rapidement – la piste fraîchement goudronnée fournit suffisamment de combustible. Des spectateurs sont prisonniers sous la moto en feu ; Imbibés d’essence, leurs vêtements prennent feu. Des cris sont entendus ; des gens en feu courent dans tous les sens : « Une panique terrible s’est produite. ». 
« On peut voir un groupe d'hommes courageux s'activant avec le moteur en feu, plusieurs personnes sont extraites de dessous le moteur cracheur de feu», a décrit un témoin. « La première victime est une femme. Ses vêtements noirs bordés de dentelle sont en feu, des mains arrachent les chiffons brûlants de son corps jusqu'à ce qu'elle se tienne là, vêtue seulement de son pantalon et de ses lambeaux de chemise. »  Six personnes sont mortes immédiatement dans les flammes, plus de 40 ont été grièvement blessées et transportées à l'hôpital Elisabeth. Au moins trois autres personnes sont décédées plus tard à l'hôpital.  Il existe une photo de l’accident dans les archives du journaliste sportif berlinois Fredy Budzinski. Ce qui est extrêmement inhabituel pour l’époque.
L'incendie du vélodrome est assez rapidement éteint. 
Sept jours plus tard, Fredy Budzinski qui a surnommé l'événement « Dimanche noir », écrit sous le titre « Mors imperator » (« L'empereur Mort »), qu’il appelle aussi métaphoriquement « le Noir » dans son texte :
«  Avec une force surhumaine, l'homme noir saisit la machine et son équipage, les soulève et les lance avec une force terrible dans les spectateurs serrés. Une gerbe de flammes s'élève. La flamme géante illumine étrangement le site. Lorsque la flamme s'éteignit, l'homme noir jeta son manteau et son masque et se montra au peuple. Voyez, je suis partout, aujourd'hui ici, demain à Bruxelles, moi le Mors Imperator. »
— Fredy Budzinski : Rad-Welt , n° 138 du 25 juillet 1909.
.

## Conséquences de l'accident

### Enquête et critique

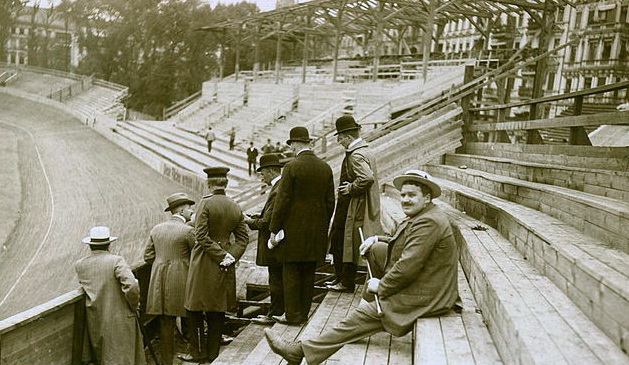
La commission d'enquête sur la tribune du vélodrome, devant l'entraineur Werner Krüger

Le Berliner Tageblatt écrit le 20 juillet 1909 : « Une audience a eu lieu hier après-midi sur les lieux de l'accident, à laquelle ont participé de hauts fonctionnaires du tribunal, des représentants de la préfecture de police et plusieurs pompiers. […] Le vélodrome restera fermé pour une période prolongée. Il semble douteux qu’il soit à nouveau autorisé dans cet état. ». 
Le jour même de l'accident, les experts critiquent vivement dans les journaux les mesures de sécurité insuffisantes sur la piste provisoirement construite et peut-être ouverte à la hâte. Apparemment, il n’y avait pas de tente médicale, pas de civière et pas de médecin urgentiste. De plus, il n'y avait pas de bouche d'incendie à proximité, de sorte que les pompiers présents n'ont pas pu combattre l'incendie immédiatement - plus tard, il a été souligné que cet incendie d'essence n'aurait de toute façon pu être éteint qu'avec du sable.  Dans les journaux, policiers, pompiers et ingénieurs se demandent encore, quelques jours plus tard, comment l'accident avait pu se produire . Aucune information n’est disponible sur le résultat officiel final des enquêtes.
Les observateurs ont également conclu que la piste était beaucoup trop étroite, large de seulement huit mètres, ce qui laissait peu de place aux pilotes pour dépasser. En outre, le public aurait dû être mieux protégé, par exemple « par une double barrière avec un écart d'environ un mètre et demi », comme l'écrivait à l'époque le directeur de longue date du parc des sports de Treptow , Ernst Wilke. 
Le jeudi suivant la catastrophe, une réunion de protestation est organisée par les habitants du quartier qui, au vu de l'accident, ont exigé la suppression de toutes les installations sportives du Jardin botanique et ont finalement décidé de déposer une plainte auprès du chef de la police. Le 24 juillet, six jours seulement après l’accident, Rad-Welt commente: « Appeler la police est devenu une seconde nature pour beaucoup de gens et il n’y a jamais eu rien de nouveau dans le monde qui n’ait suscité de protestations. » 
Les locataires du voisinage s'étant plein du bruit ont demandé une baisse du prix du loyer. Les propriétaires ayant refusé, les locataires sont partis. En octobre 1909, 25  propriétaires de maisons vides portent l'affaire devant les tribunaux. 
La piste et les autres installations sportives, y compris la piste de patin à roulettes de Nick Kaufmann, du « vieux jardin botanique » sont démantelées ou démolies au printemps 1910 et la piste est reconstruite sous le nom de sous le nom de « Olympiabahn »  (piste olympique) à Plötzensee (sur le Königsdamm, près de la Beusselstraße). Le parc Heinrich-von-Kleist est sur le site de l'« Ancien Jardin Botanique » et ouvert en 1911.

### Interdiction des courses de demi-fond
La même semaine, le ministère de l'Intérieur prussien interdit les courses cyclistes avec entraineurs motorisés,,, ce que le Rad-Welt (de)  attribue à « l'incitation » et au « sensationnalisme » d'autres journaux.  Les milieux extérieurs au cyclisme expriment des critiques, tandis que les responsables ne comprennent pas. Le directeur du vélodrome de Steglitz , Ferdinand Knorr, a déclaré : « Le maintien de l’interdiction mettrait sérieusement en danger le cyclisme. »  Bien qu’il ait admis que la protection des spectateurs devait être améliorée, l’interdiction ne pouvait en aucun cas avoir pour but de protéger les coureurs et les entraineurs. Il faudrait alors interdire également les motos dans les rues. Si l'interdiction est maintenue, il a annoncé des poursuites judiciaires. Le journal Rad-Welt a rejeté avec indignation toutes les accusations selon lesquelles les organisateurs, les coureurs ou les entraineurs seraient en partie responsables, mais s'est montré furieux de l'interdiction temporaire des courses et des reportages dans d'autres journaux, qui avaient parlé de « brutalité » et de « bestialité ».  « [D]e nombreux stylos ont volé sur le papier pour exprimer une haine de longue date envers le cyclisme. La […] presse a vu son devoir d’insulter les courses cyclistes et les coureurs automobiles […]. »

### Nouvelle réglementation
Le 17 août, quatre semaines après le grave accident, un nouveau règlement pour les courses de demi-fond est édicté et celles-ci sont à nouveau autorisées. D'une part, il faut mieux protéger les spectateurs grâce à des mesures structurelles et, d'autre part, il faut réduire la vitesse pendant les courses. Le ralentissement devait être obtenu, entre autres, en interdisant la protection artificielle contre le vent et en déplaçant le rouleau de protection des entraineurs de 40 centimètres plus en arrière,.  La direction du vélodrome du Jardin Botanique ayant fait installer autour de la piste des doubles barrières. Les courses derrière motos avec rouleau à 40 centimètres reprennent le 5 septembre. 

### Indemnisation des victimes
L'accident n'a eu aucune conséquence financière ni juridique pour les opérateurs. Les victimes se sont associées pour poursuivre en justice l'administration du vélodrome, qui était au moins assurée. Malgré les critiques de plusieurs côtés, les experts ont déclaré au tribunal qu'un tel accident – en particulier l'explosion du moteur dans les tribunes des spectateurs – n'était pas prévisible. L'argument décisif est que les autorités de construction avaient finalement autorisé la tenue des courses. Les demandes des victimes ont donc été rejetées. 

### Impact chez les coureurs

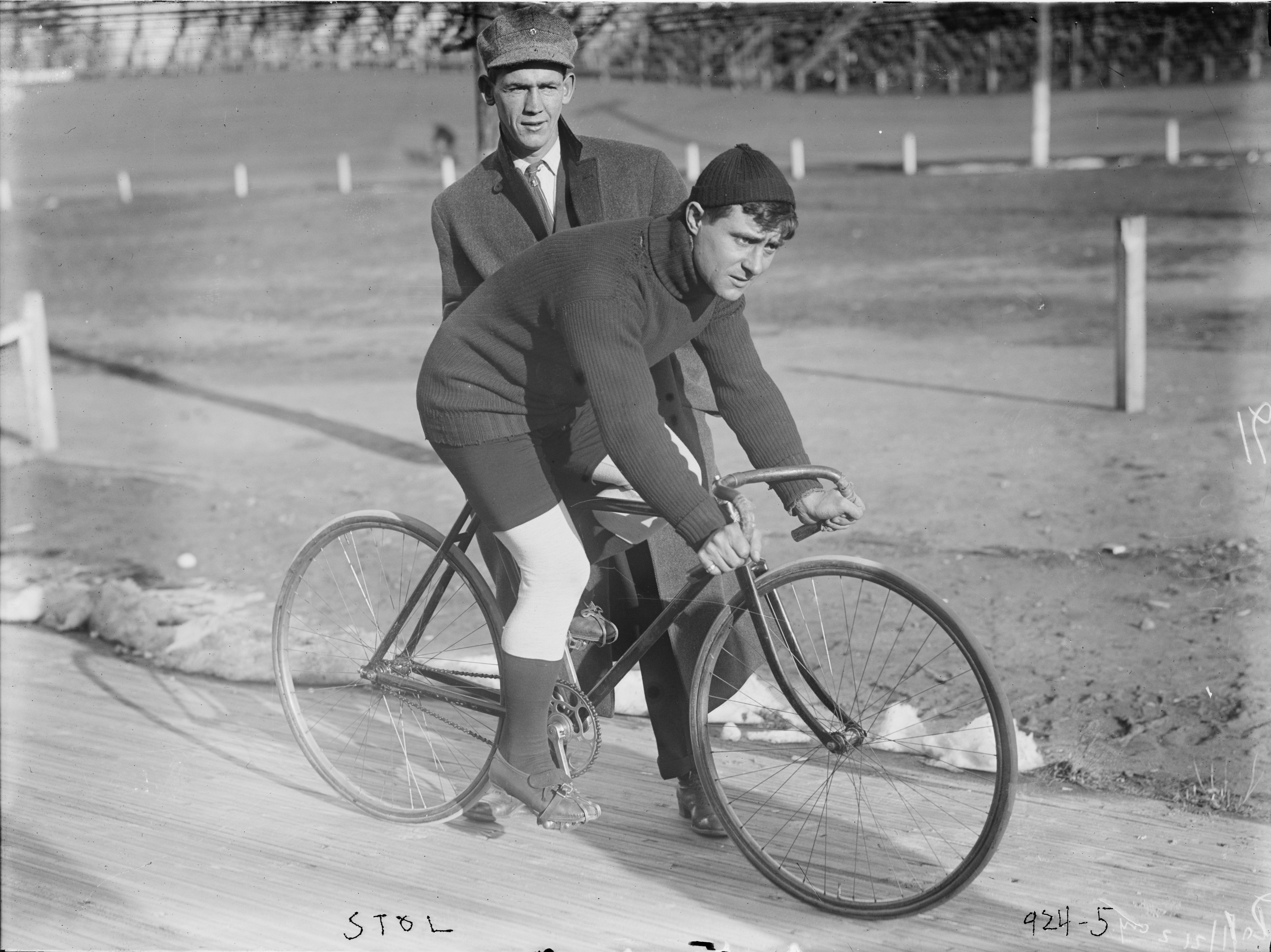
John Stol, 1909

Dans l'accident de Berlin, aucun des coureurs n'a été tué, seulement des spectateurs. Les coureurs et les entraineurs n’étaient – du moins en apparence – que peu impressionnés par ce malheur. Seul le coureur néerlandais John Stol a par la suite refusé de participer à des courses, prétendument à la demande de ses parents.  L'un des entraineurs a reçu plus tard une médaille pour ses tentatives de sauvetage.

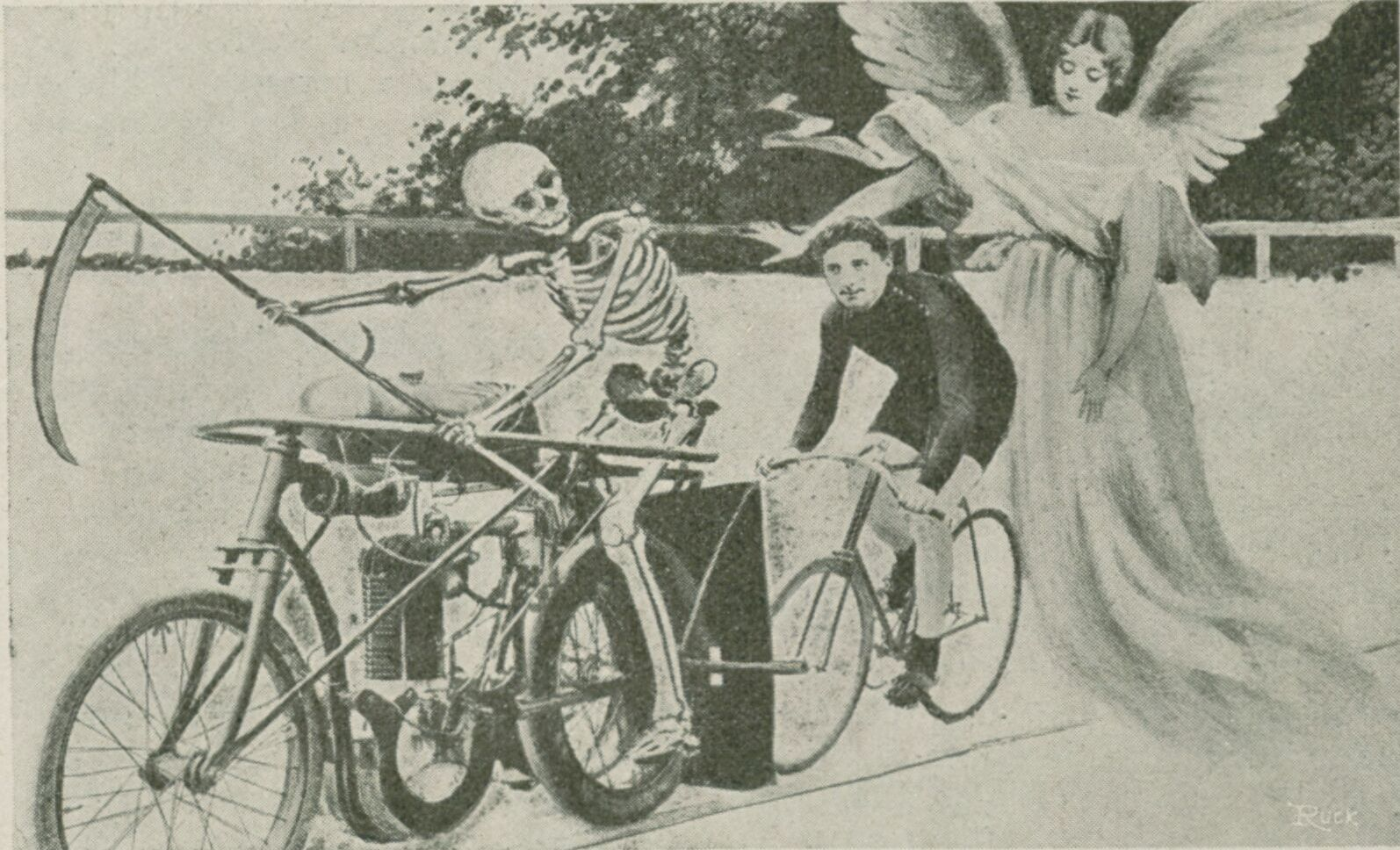
Reproduction d'une carte postale allemande. Cette carte a été vendue dans toute l'Allemagne le lendemain même de la mort de Willy Schmitter.

À cette époque, en Allemagne, les coureurs de demi-fond étaient considérés comme des gladiateurs qui apportaient le piquant nécessaire à la vie quotidienne grâce à leurs performances mettant leur vie en danger. Ils étaient considérés comme des héros qui faisaient preuve de caractéristiques « typiquement allemandes » telles que la persévérance et la volonté de vaincre. Et leur mort était presque considérée comme acquise : « Le dangereux métier de pilote d’endurance a fait de nombreuses victimes, mais il ne faut pas prendre cet effet secondaire malheureux du sport de manière trop tragique, car chaque sport comporte un risque. L’attrait du sport réside dans la capacité à surmonter le danger, et de même que la guerre libère les plus hautes vertus viriles sur le champ d’honneur, le sport dans la lutte pacifique pour l’honneur libère aussi les vertus les plus valorisées chez les hommes. ». Le scientifique René Schilling écrit dans son livre « Héros de guerre » : « La glorification de la mort a pris des formes de plus en plus hybrides dans tout le camp bourgeois jusqu’en 1913. » .